# 暗矮鱸
暗矮鱸為輻鰭魚綱鱸形目鱸亞目真鱸科的一種，被IUCN列為易危堡育類動物，為溫帶淡水魚，分布於澳洲維多利亞省至南澳大利亞淡水、半鹹水流域，為特有種，體長可達7.5公分，棲息在溪流、湖泊底中層水域，以昆蟲及甲殼類等為食，生活習性不明，可作為觀賞魚。

## 擴展閱讀
維基物種上的相關：暗矮鱸